# Hartmut Huhse
Hartmut Huhse (* 22. August 1952 in Greifswald) ist ein ehemaliger deutscher Fußballspieler. Der Abwehrspieler hat bei den Vereinen FC Schalke 04 und Rot-Weiss Essen von 1971 bis 1977 in der Bundesliga insgesamt 174 Ligaspiele absolviert und fünf Tore erzielt. Im Jahr 1972 gewann er mit Schalke durch ein 5:0 im Endspiel gegen den 1. FC Kaiserslautern den DFB-Pokal.

## Laufbahn
Der Abwehrspieler begann seine Karriere bei Arminia Ickern, wo auch schon Klaus Fichtel spielte. Die nächste Station war dann die SV Brackwede. Als ehemaliger Kapitän der deutschen Jugendfußball-Nationalmannschaft mit 20 Einsätzen kam er 1971 zum FC Schalke 04. Der Abwehrspieler debütierte am 18. Oktober 1969 bei einem 1:1 in Geleen im Länderspiel gegen die Niederlande in der Jugendnationalmannschaft. Mit Peter Reichel bildete er das Verteidigerpaar und im Angriff stürmten Uli Hoeneß und Rainer Bonhof. Im Frühjahr 1970 war er in den Qualifikationsspielen für das UEFA-Juniorenturnier in Schottland gegen die Tschechoslowakei und Jugoslawien im Einsatz. Beim Turnier selbst bestritt er im Mai die Gruppenspiele gegen Wales (3:2), Schweiz (2:1) und die Niederlande (1:2). Im Jahr 1971 wiederholte sich das: Zuerst die Qualifikationsspiele gegen Italien (0:0, 1:0) und danach die drei Turnierspiele gegen die Tschechoslowakei (0:0), Griechenland (2:4) und die DDR (1:3). In seinem zweiten UEFA-Juniorenturnier stand Rudi Kargus im Tor und sein Verteidigerpartner war Harald Konopka. In seiner ersten Schalker Saison, 1971/72, spielten die Königsblauen ernsthaft um die Meisterschaft. Huhse debütierte unter Trainer Ivica Horvat am ersten Spieltag, den 14. August 1971, bei einem 5:1-Auswärtserfolg gegen Hannover 96 in der Bundesliga. Er war dabei neben Herbert Lütkebohmert und Klaus Scheer im Mittelfeld aktiv. Mit einem 1:0-Heimerfolg am 11. Dezember 1971 beendete Schalke gegen den FC Bayern München mit 28:6 Punkten als Herbstmeister – drei Punkte Vorsprung vor dem FC Bayern – die Hinrunde. Vor Torhüter Norbert Nigbur hatte er mit Jürgen Sobieray, Rolf Rüssmann und Klaus Fichtel als linker Verteidiger die Schalker Abwehr gebildet. Am Rundenschlusstag, den 28. Juni 1972, setzte sich München endgültig mit einem 5:1-Heimerfolg gegen Schalke durch und gewann die Meisterschaft 1972 vor Vizemeister Schalke. Huhse war in 24 Ligaspielen (1 Tor) zum Einsatz gekommen. Unmittelbar danach, am 1. Juli 1972, fand das Pokalendspiel in Hannover von Schalke gegen den 1. FC Kaiserslautern statt. Mit 5:0 setzte sich Schalke souverän mit dem rechten Verteidiger Huhse durch. Vorangegangen waren im Viertelfinale zwei knappe Spiele gegen Borussia Mönchengladbach (2:2, 1:0) und im Halbfinale die dramatische Aufholjagd im Rückspiel gegen den 1. FC Köln. In Köln hatte Schalke 1:4 verloren, das Rückspiel wurde mit 5:2 gewonnen. Mit dem Elfmeterschießen von 6:5 zog Schalke in das Endspiel ein. Huhse bildete in den vier Spielen gemeinsam mit dem zu diesem Zeitpunkt noch spielberechtigten Sobieray das Schalker Verteidigerpaar. Beim erfolgreichen Kampf in der Saison 1972/73 um den Klassenerhalt, welcher durch die drastischen personellen Auswirkungen durch den Bundesligaskandal auf Schalke ausgelöst worden war, machte sich der solide Abwehrspieler in 33 Ligaeinsätzen als einer der Stützen bei der Rettung verdient.
Im gleichen Jahr war Huhse auch in allen sechs Spielen im Europapokal der Pokalsieger gegen Slavia Sofia, FC Cork Hibernians und Sparta Prag im Einsatz. Im Januar 1972 wurde er zusätzlich zweimal gegen die Auswahlmannschaften aus Schottland und aus den Niederlanden in der Amateur-Nationalmannschaft eingesetzt. In den zwei nächsten Runden 1973/74 und 1974/75 belegte Schalke mit Huhse jeweils den siebten Rang. Als Trainer Horvat nach der Saison 1975/76 seinen Vertrag in Schalke beendete und Rot-Weiss Essen übernahm, schloss sich Huhse seinem Trainer an und wechselte an die Essener Hafenstraße. Bis 1975 hatte er 113 Bundesligaspiele für Schalke 04 bestritten.
Von 1975 bis 1977 absolvierte er dort weitere 61 Bundesliga-Spiele und erzielte dabei 4 Treffer. In seiner ersten Saison bei RWE absolvierte Huhse 1975/76 alle 34 Ligaspiele und erzielte drei Tore. Essen belegte den achten Rang und Huhse hatte an der Seite von Mitspielern wie Dieter Bast, Manfred Burgsmüller, Horst Hrubesch, Willi Lippens und Werner Lorant gespielt. Die Essener stiegen aber 1977 aus der Bundesliga ab – Lippens war zu Borussia Dortmund und Burgsmüller zu Bayer Uerdingen gewechselt – und Huhse ging in die 2. Fußball-Bundesliga mit. Auf Anhieb erreichte RW Essen 1977/78 mit dem überragenden Torjäger Hrubesch (41 Tore) die Vizemeisterschaft. In der Verteidigung war Huhse in allen 38 Rundenspielen aufgelaufen (1 Tor). In den folgenden zwei Entscheidungsspielen gegen den Südvizemeister 1. FC Nürnberg (0:1, 2:2) klappte aber die Rückkehr in die Bundesliga nicht. Nach weiteren 19 Zweitligaeinsätzen in der Saison 1978/79 wechselte Huhse 1979 in die USA zu den Rochester Lancers, wo er in der North American Soccer League (NASL) noch elf Spiele mit zwei Toren absolvierte. 
Er beendete seine Profikarriere in der Schweiz beim FC Fribourg, wo er von 1980 bis 1982 in der zweitklassigen Nationalliga B auflief, ehe er im Sommer 1982 als Spielertrainer zum Amateurklub FC Murten wechselte. In Murten arbeitete er hauptberuflich als Angestellter für den Haushaltsgeräte-Hersteller Menalux. Ab 1987 hängt er noch eine Saison beim FC Courtepin an, ehe er im Sommer 1988 seine Stiefel endgültig an den Nagel hängt.